# 盧賽丘陵
盧賽丘陵是印度的丘陵，屬於帕凱山的一部分，橫跨米佐拉姆邦和特里普拉邦，最高點海拔高度2,125米，該丘陵被茂密的竹林覆蓋。

## 外部連結
- Mara district

23°10′N 92°50′E / 23.167°N 92.833°E